# Jordan Larson
Jordan Quinn Larson-Burbach (Fremont, 16 de outubro de 1986) é uma jogadora de voleibol dos Estados Unidos que competiu nos Jogos Olímpicos de Londres 2012 e do Rio de Janeiro 2016. Larson também é campeã mundial pelos Estados Unidos em 2014. 

## Carreira
Larson se juntou à seleção feminina dos EUA em 2009. Em sua primeira temporada, ela fez uma média de 2,73 pontos e 1,06 ataques por partida, ao iniciar 19 partidas na Copa Pan-Americana, no Grand Prix da FIVB e no Campeonato Continental da NORCECA. Ela também jogou pelo Dinamo Kazan.
Em 2010, Larson começou todos os sete jogos na Copa Pan-Americana e os EUA conquistaram a medalha de bronze. No Grand Prix Mundial da FIVB, ela começou todos os 14 jogos, e os EUA ganharam ouro. Ela teve uma média de 2,75 pontos e 2,73 digs por set durante o torneio. Ela marcou em dois dígitos em 10 partidas.
No ano seguinte, Larson começou 13 dos 14 jogos no Grand Prix da FIVB e ajudou os EUA a vencer o evento novamente. Ela obteve uma média de 3,05 pontos, 1,93 escavações e 2,14 mortes por série. Larson teve uma média de 3,71 pontos, 1,21 escavações e 2,79 mortes por série quando os EUA venceram o Campeonato Continental Feminina da NORCECA. Na Copa do Mundo da FIVB , ela teve uma média de 3,10 pontos e 1,70 escavações por série, já que os EUA conquistaram a medalha de prata e também se classificaram para as Olimpíadas de 2012.
Larson começou os primeiros seis jogos das rodadas preliminares do Grand Prix de 2012 da FIVB; os EUA acabaram conquistando o título. Ela ganhou a medalha de prata com os EUA nas Olimpíadas de Londres ao perderem para o Brasil na final.
Larson-Burbach venceu com o clube russo Dinamo Kazan a Liga dos Campeões CEV 2013-14, realizada em Baku, Azerbaijão, derrotando por 3-0 os donos da casa, Rabita Baku, nas semifinais e 3-0, no VakıfBank İstanbul na final.  Ela foi premiada como melhor bloqueador do torneio.
Larson-Burbach conquistou a medalha de ouro do Campeonato Mundial de Clubes da FIVB em 2014, jogando com o clube russo Dinamo Kazan, que derrotou por 3 a 0 o brasileiro Molico/Osasco no jogo final do campeonato.
Larson-Burbach fez parte da seleção dos EUA que conquistou a medalha de ouro no Campeonato Mundial Feminino de 2014, realizado na Itália, quando sua equipe derrotou a China de Zhu Ting por 3 a 1 na partida final. 
Também foi medalhista de bronze nos Jogos Olímpicos Rio 2016, ao derrotarem a Holanda por 3 sets a 1.
Depois de se juntar ao clube turco Eczacibasi VitrA, Larson ajudou-os a vencer a Liga dos Campeões CEV de 2014–15 ao derrotar por 3-0 o clube italiano Busto Arsizio. Ela foi nomeada a MVP da competição. Este campeonato qualificou seu clube para o Campeonato Mundial de Clubes da FIVB de 2015 e eles ganharam novamente a medalha de ouro.  Ela foi nomeada a Jogador Mais Valiosa do torneio, um prêmio que ela definiu como um "ótimo final para um ano perfeito". Ela foi nomeada em 2015 EUA melhor jogadora dos USA de Vôlei Indoor Feminino do Ano.
Um ano depois, ela marcou o último ponto do seu clube na semifinal contra o VakıfBank İstanbul . Eles se tornaram o primeiro clube do mundo a vencer o Campeonato Mundial de Clubes da FIVB ao defender sua coroa nas Filipinas durante o Campeonato Mundial de Clubes da FIVB de 2016 em Manila . Ela também se tornou a primeira e única jogadora a vencer o Campeonato Mundial Feminino de Clubes da FIVB por três anos consecutivos (2014-2016). Ela ganhou seu segundo prêmio de jogadora feminina de voleibol Indoor do ano para o ano de 2016. Ela ganhou o prêmio Best Outside Spiker da FIVB World Grand Cup Champions 2017 e a medalha de bronze neste mesmo torneio.
Larson realizou em 2019 sua última temporada pelo Eczacıbaşı VitrA, ao conquistar a medalha de bronze pelo mundial de clubes 2018 e o vice-campeonato turco 2019.
Em 2021 Larson foi campeã olímpica dos Jogos Olímpicos Tóquio 2020 junto com a seleção americana e também eleita a MVP da competição.

## Prêmios
Individual
- 2011-12 CEV Champions League "Melhor Recepção"
- Campeonato de 2013 NORCECA "Melhor Saque"
- 2013–14 Liga dos Campeões CEV "Melhor Bloqueadora"
- 2014–15 Liga dos Campeões CEV "MVP"
- 2015 Campeonato Mundial de Clubes da FIVB "MVP"
- 2017 FIVB World Grand Champions Cup "Melhor  Ponteira Passadora"
- 2021 MVP Jogos Olímpicos de Tóquio 2020

Clubes
- 2011-12 CEV Champions League - medalha de bronze, com o Dinamo Kazan
- 2013–14 Liga dos Campeões CEV - Campeã, com Dinamo Kazan
- Campeonato Mundial de Clubes da FIVB 2014 - Campeã, com o Dinamo Kazan
- 2014–15 Liga dos Campeões CEV - Campeã, com Eczacıbaşı VitrA
- Campeonato do Mundo FIVB de 2015 - Campeã, com Eczacibasi VitrA
- 2016 Campeonato Mundial de Clubes da FIVB - Campeã, com Eczacibasi VitrA
- 2016–17 CEV Champions League - medalha de bronze, com Eczacıbaşı VitrA
- 2017-2018  - CEV Volleyball Cup 2018 - medalha de ouro, com Eczacıbaşı VitrA

## Clubes
| Clube                         | País           | Temporadas               |
| Dinamo Kazan                  | Rússia         | 2009/10 - 2013/14        |
| Eczacıbaşı VitrA Istambul     | Turquia        | 2019/20 - 2021/22        |
| Shanghai Bright Ubest         | China          | 2019/20 - 2021/22        |
| Athletes Unlimited Pro League | Estados Unidos | 2019/20 - 2021/22        |
| Vero Volley Monza             | Itália         | 2021/22 - até o presente |